# PhpBB
phpBB là gói phần mềm dùng để xây dựng các diễn đàn, phpBB viết bằng ngôn ngữ lập trình PHP có sử dụng cơ sở dữ liệu như MySQL... Tên gọi "phpBB" là viết tắt của PHP Bulletin Board. phpBB phát hành theo giấy phép mã nguồn mở GNU General Public License, phpBB là một phần mềm miễn phí được nhiều website sử dụng.

## Lịch sử
phpBB lần đầu tiên được tạo ra bởi James Atkinson (theFinn) vào tháng 6 năm 2000 trong vai trò là một diễn đàn cho vợ. Sau khi phát hành cho công chúng thông qua SourceForge, nó trở nên phổ biến rất nhanh chóng, đến tháng 12 thì v1.0.0 đã được phát hành.
Hai phiên bản chính, 1.2 và 1.4, đã được phát hành vào tháng hai và tháng 4 năm 2001. Trong thời gian này, nhóm phát triển có thêm Bart van Bragt (BartVB) và Paul S. Owen (psoTFX).
Phiên bản phpBB 2.0.x bắt đầu vào tháng 2 năm 2001. phpBB2 đã được xây dựng hoàn toàn từ đầu, và mất tròn một năm để hoàn thành. Cuối cùng, vào tháng 4 năm 2002, phpBB 2.0.0 đã sẵn sàng ra mắt. Dòng phiên bản 2.0.x của phpBB đã khiến mã nguồn này trở nên nổi tiếng trên thế giới.
Phiên bản 2.2 của phpBB được bắt đầu gần như ngay lập tức và tiếp tục xây dựng trong những năm sau. Vào ngày 14 Tháng 1 Năm 2005, phpBB thông báo bản 2.2 sẽ không phát triển thêm nữa. Thay vào đó là dòng phiên bản mới: 3.0.0 với tên gọi "Olympus".
Phiên bản dùng thử phpBB3 beta5 được công bố vào tháng 3 năm 2007. Phiên bản RC, đánh dấu đầy đủ hỗ trợ cho dòng 3.0, đã được phát hành tháng 5 năm 2007. phpBB 3.0.0 đã được phát hành vào ngày 13 Tháng Mười Hai 2007.

## phpBB3

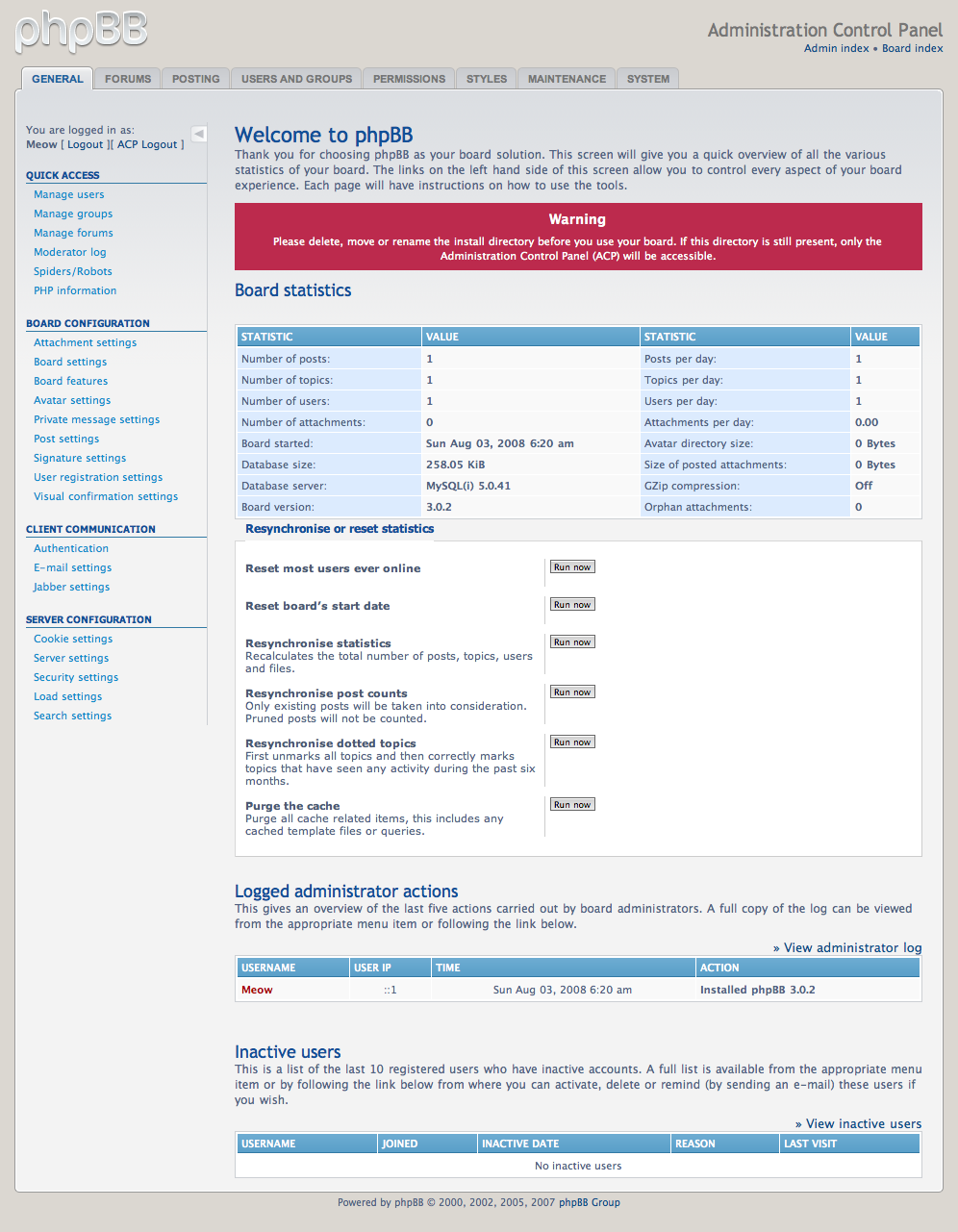
Administration Control Panel

phpBB3 là phiên bản mới nhất của phpBB.
Một vài tính năng nổi trội:
- Thiết kế tách biệt Admin Control Panel, Moderator Control Panel, và User Control Panel
- Hỗ trợ nhiều cơ sở dữ liệu, bao gồm MySQL, Microsoft SQL Server, Oracle, PostgreSQL, SQLite, Firebird, OpenLink Virtuoso, và các loại ODBC-accessible DBMS
- Hỗ trợ không giới hạn subforums (chuyên mục con)
- Cho phép tùy chỉnh BBCode
- Cho phép tùy chỉnh, thêm bớt các trường quản lý dữ liệu thành viên.
- Cấp phép hệ thống đa cấp.

phpBB3 cũng cung cấp một loạt các công cụ cấp phép cực mạnh. Nhưng vì thế việc sử dụng chúng cũng phức tạp hơn. Và do đó nhiều webmaster thấy sợ việc quản lý hơn so với sử dụng phpBB2.
phpBB3 sử dụng giao diện mặc định là prosilver. Suốt quá trình phát triển, giao diện này được giữ bí mật và chỉ được công bố trong bản phpBB 3.0.0 chính thức; dẫu vậy, những tính năng của nó cũng đã được đưa vào phiên bản truyền thống là subSilver trước đó. Theo đó, cấu trúc lập trình của nó đã được thay đổi hoàn toàn so với phpbb2, đặc biệt người sử dụng có thể tùy chỉnh giao diện trong Admin Control Panel.

## phpBB2

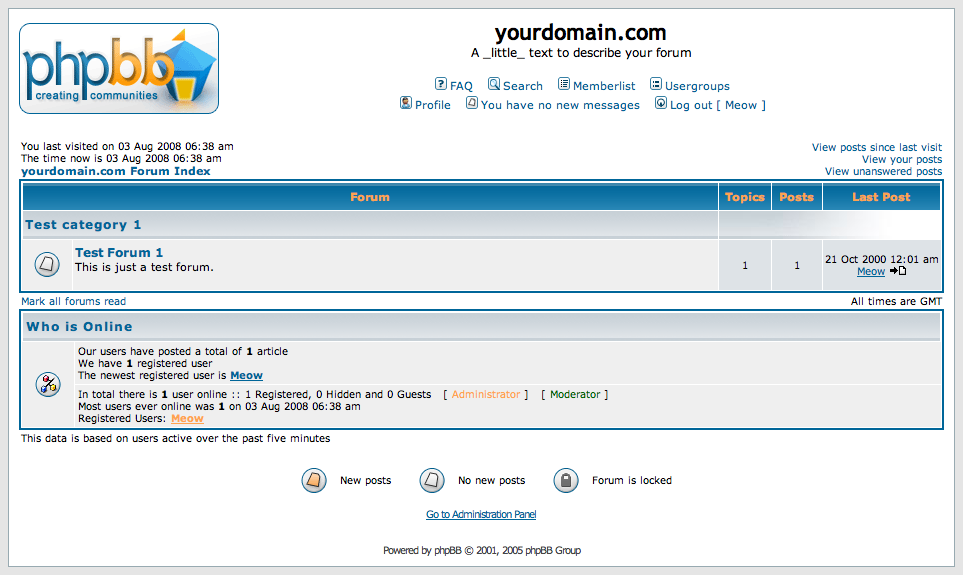
Cài đặt mặc định của phpBB 2.0

phpBB2 là tiền thân của phpBB3. Phát triển trong suốt thời gian 2001–2002, mã nguồn được viết để tương thích với PHP 3.0 và 4.0, và trong lần phát hành phpBB3 vào năm 2007, nhóm phát triển đã lên kế hoạch ngưng hỗ trợ 2.0.x sau khi ra mắt 3.0.0.
phpBB2 chính thức bị ngưng hỗ trợ ngày January 1, 2009, và diễn đàn chính thức hỗ trợ 2.0.x đã bị đóng lại. Tuy nhiên việc hỗ trợ vẫn được thực hiện bởi một số website khác.
Nhiều website vẫn sử dụng phpBB2 vì các quản trị viên thích sự đơn giản của nó. Một số khác thì ngại nâng cấp lên phpBB3 vì họ đã cài quá nhiều mods cho nó hoặc sử dụng các hệ thống phụ thuộc vào nó. Ví dụ như NukeViet 2.0 RC2 phát hành ngày 07/07/2009 vẫn hỗ trợ phpBB2.
	Một số tính năng chính của phpBB2:
- Hệ thống giao diện được thiết kế nhằm tách biệt mã PHP và HTML giúp dễ dàng trong thiết kế.
- Hỗ trợ nhiều giao diện ngôn ngữ: 48 bản dịch ngôn ngữ cho phpBB2 tính đến 2007.[6]
- Tương thích nhiều cơ sở dữ liệu bao gồm MySQL, PostgreSQL, Microsoft SQL Server, and Microsoft Access,
- Dễ tùy biến bằng cách sử dụng các MODs và giao diện.[7]

## Phát triển trong tương lai
Vào ngày 10 tháng 6 năm 2009, nhóm phát triển phpBB đã giới thiệu phiên bản tiếp theo, 3.0.6, với một số tính năng mới. Điều này khá đặc biệt cho một bản phát hành thứ cấp (thông thường chỉ để vá lỗi). Tính năng mới gồm có CAPTCHA plugins, nguồn cấp RSS và ATOM, hỗ trợ cache plugins (XCache, Alternative PHP Cache, eAccelerator, và Memcache), tính năng trả lời nhanh (được yêu cầu thường xuyên từ người sử dụng). phpBB 3.0.6 có thể được phát hành vào tháng 9 năm 2009.
Phiên bản hiện tại của phpbb là 3.0.12 được phát hành vào ngày 28-09-2013.
Phiên bản phpbb 3.1 với tên mã Ascraeus cũng đang được phát triển và đã phát hành bản phpBB 3.1 Alpha2 Preview Release vào ngày 21 tháng 11 năm 2013.
Phiên bản phpBB 4 đang được thử nghiêm và chưa xác định được ngày phát hành cũng như chưa có demo.

## MODs
MODs là những sửa đổi (modifications) tạo ra bởi cộng đồng sử dụng phpBB, nhằm mở rộng các tính năng cho hệ thống. Thuật ngữ MOD được viết hoa từ 3 ký tự đầu của modifications và phân biệt với người quản lý diễn đàn (moderator – điều hành viên). Các bản MOD được chia sẻ trên phpBB.com sẽ được kiểm tra bởi đội Mod và được xác nhận sử dụng an toàn.
Việc thực hiện các MOD cho phpBB thường được gọi là hackmod.

### MODX
MODX là một chuẩn XML, định dạng tài liệu phát hành bởi phpBB MOD Team, nó sử dụng để mô tả cách thay đổi hệ thống phpBB trong việc thực hiện các sửa đổi. phpBB MOD Team khuyến cáo tất cả các MOD của phpBB3 cập nhật cơ sở dữ liệu MOD theo chuẩn trình bày và đóng gói mới nhất của MODX. Mục đích của việc thống nhất chuẩn định dạng XML nhằm dễ dàng cho việc cài MOD bằng công cụ tự động (xem AutoMOD). Tệp MODX cũng được trình bày để có thể đọc trên trình duyệt Web hỗ trợ XSL. Phiên bản MODX mới nhất là 1.2.2, phát hành ngày 25 tháng 1 năm 2009. Tài liệu về MODX có thể tìm thấy tại Website phpbb.com MODX Resource Centre Lưu trữ ngày 3 tháng 3 năm 2009 tại Wayback Machine.

### AutoMOD
AutoMOD, đang trong giai đoạn phát hành bản RC2, là một công cụ phát triển bởi phpBB MOD Team dùng để cài đặt tự động các gói MODs của phpBB3 (sử dụng định dạng MODX).
Người dùng chỉ cần tải các MOD lên thư mục được yêu cầu của AutoMOD rồi chạy AutoMOD, Hệ thống sẽ đọc và chạy các lệnh cần thiết. Tùy thuộc vào cấu hình máy chủ, nó sẽ tự động trộn các thay đổi vào vị trí thích hợp bằng cách sử dụng FTP, hoặc sẽ tạo ra một kho lưu trữ của các tập tin nén thay đổi cho phép người sử dụng sao chép vào đúng vị trí của nó. Khi không sử dụng MOD nữa, người sử dụng cũng có thể gỡ bỏ nó.
Phiên bản mới nhất của AutoMOD là 1.0.0-RC2, phát hành ngày 24 tháng 6 năm 2009. Để tải AutoMOD người sử dụng có thể truy cập trang AutoMOD information page Lưu trữ ngày 27 tháng 2 năm 2009 tại Wayback Machine được hỗ trợ tại AutoMOD support forum.
AutoMOD được kế thừa từ EasyMOD, một công cụ dành cho phpBB2 cũng được phát triển bởi phpBB MOD Team với chức năng tương tự. Phiên bản cuối cùng của EasyMOD là 0.4.0, phát hành ngày 30 tháng 6 năm 2008.

### Unified MOD Installation Library (UMIL – Thống nhất Thư viện cài đặt MOD)
UMIL là một thư viện được thiết kế để đơn giản hóa quá trình cài đặt và gỡ bỏ CSDL của MODs. Nó được thiết kế để hữu hiệu hóa việc cấu hình diễn đàn khi cài các MOD mới, thực hiện các thao tác với cơ sở dữ liệu như thêm và xoá các bảng và cột, xóa cache (bộ nhớ tạm) của diễn đàn. UMIL được phát hành theo giấy phép mã mở GPL. Phiên bản RC hiện tại có thể tải về từ UMIL page Lưu trữ ngày 30 tháng 8 năm 2009 tại Wayback Machine. Để tạo UMI-file tự động, tác giả của MOD cần sử dụng Unified MOD Installation File creation tool Lưu trữ ngày 6 tháng 8 năm 2009 tại Wayback Machine.

## Bảo mật
Tháng 12 năm 2004, một số lượng lớn site bị tấn công bởi sâu Santy, nó khai thác lỗi của phiên bản phpBB2 cũ để tấn công và ghi đè lên các file HTML và PHP. Các lỗi bảo mật này thường được vá rất nhanh nhưng người sử dụng không thường xuyên cập nhật nên các site vẫn có nguy cơ bị tấn công.
Hệ thống nhận dạng người CAPTCHA của phpBB hiện nay cũng đang bị các loại sâu máy tính qua mặt bằng cách thực hiện các tác vụ đăng ký tự động với mức độ thành công khác nhau. Đây cũng là vấn đề chung của các hệ thống website hiện nay, nhất là các mã nguồn được sử dụng phổ biến.